# Macedonia Occidentale
La Macedonia Occidentale (in greco Δυτικής Μακεδονίας?) è una delle tredici regioni amministrative (in greco περιφέρειες?, perifereies) della Grecia; suo capoluogo è Kozani (Κοζάνη). Il territorio dal 2003 è incluso nell'euroregione della Belasica.

## Geografia antropica

### Suddivisioni amministrative

#### Unità periferiche
- Kastoria
- Florina
- Kozani
- Grevena

#### Comuni
A seguito della riforma in vigore dal 1º gennaio 2011 la Macedonia Occidentale è divisa nei seguenti comuni:
|                                                            | Comune           | Popolazione | Sede           |
| ---------------------------------------------------------- | ---------------- | ----------- | -------------- |
| 1.                                                         | Kozani           | 68 680      | Kozani         |
| 2.                                                         | Eordea           | 46 540      | Ptolemaida     |
| 3.                                                         | Voio             | 22 447      | Siatista       |
| 4.                                                         | Velventos-Servia | 17 657      | Servia         |
| 5.                                                         | Deskati          | 7 383       | Deskati        |
| 6.                                                         | Grevena          | 30 564      | Grevena        |
| 7.                                                         | Nestorio         | 3 542       | Nestorio       |
| 8.                                                         | Orestida         | 13 375      | Argos Orestiko |
| 9.                                                         | Kastoria         | 36 566      | Kastoria       |
| 10.                                                        | Prespes          | 2 511       | Lemos          |
| 11.                                                        | Florina          | 33 282      | Florina        |
| 12.                                                        | Amyntaio         | 18 975      | Amyntaio       |
| Fonte: Resolution 45892, Ministero dell'Interno (in greco) |                  |             |                |

## Prefetture
Fino al 2010 la periferia era divisa in 4 prefetture, diventate in seguito unità periferiche senza mutamenti territoriali.